# Gigantes del Cibao
Los Gigantes del Cibao son un equipo de béisbol profesional que juega en la Liga de Béisbol Profesional de la República Dominicana (LIDOM). El equipo fue fundado en 1996 como Gigantes del Nordeste luego con un cambio de dueño el nombre fue cambiado varias veces, pasando a llamarse Pollos del Cibao y Pollos Baseball Club. 
Sus mejores actuaciones han sido durante las temporadas 2003-04, 2008-09, 2009-10 y 2020-21  al conseguir el subcampeonato nacional y 2014-15, 2021-22 dónde lograron el campeonato nacional.
Obtuvieron su primer campeonato nacional en la campaña 2014-15 al vencer a las Estrellas Orientales en 8 partidos. Los Gigantes también son apodados por sus seguidores como los "Bombarderos del Jaya". Aun siendo el equipo más joven de la liga, dominan las series particulares de por vida a los dos equipos del Este.
Los Gigantes además cuentan con varios números retirados como: Erick Almonte, Pedro Feliz, Efraín Valdez, y Fausto Cruz glorias de la franquicia.

## Historia
Al inicio de la temporada de béisbol profesional de la República Dominicana en 1995, la Liga de Béisbol Profesional informó que para la temporada de 1996 se tenía planeado crear otro equipo para expandir los existentes hasta la fecha que eran sólo cinco: Tigres del Licey, Estrellas Orientales, Leones del Escogido, Águilas Cibaeñas y Toros del Este. Es así como un grupo de francomacorisanos encabezados por el exbeisbolista de Grandes Ligas Julián Javier quien había hecho gestiones para conseguir la designación o la compra de la franquicia, acompañado de José Aníbal García, Abraham Abukarma y Y Sócrates Peña para formar una comisión, a este comité se une el Siquió NG de la Rosa y posteriormente van consiguiendo los socios necesarios que invirtieran en el proyecto.
Se creó la compañía Nordeste Béisbol Club, que cuenta con 34 miembros fundadores procedentes de las diferentes provincias que componen la región Cibao. Entre los miembros se encuentran: Carlos Eliseo Negrin, Celso Ventura, Ángel Miguel Almánzar, Rafael Almánzar, José Adolfo Herrera, Bienvenido Herrera Khoury entre otros.
En 1996, se le otorga el permiso para operar el equipo e inmediatamente se comienza a acondicionar el viejo Estadio Julián Javier para jugar. 
Los tres primeros años de operación del equipo fue la Liga Dominicana de Béisbol Profesional quien mantuvo la orientación y asesoría de los pasos que debían seguirse para el buen funcionamiento del recién creado equipo.
En 1999, debido a una desastrosa temporada en donde el equipo rompió el récord de menos juegos ganados, 9-51, los accionistas mayoritarios decidieron poner en venta el equipo y así es como pasa a manos de Julio Hazim, quien inmediatamente le cambia el nombre a Pollos del Cibao, permaneciendo por dos años al frente de la administración del equipo. Es en la primera temporada cuando Hazim consigue techar las graderías del estadio y arreglar parte del drenaje del mismo. Ese mismo año se produce una nueva venta, esta vez al exjugador de grandes ligas Stanley Javier, quien decide volver al nombre anterior, sólo que ahora ya no es del nordeste sino: Gigantes del Cibao.
De 2004 a 2012, el equipo estuvo bajo la dirección de la familia Genao. Desde 2013, el equipo pasó a ser administrado por la familia Rizek.
En 2014-2015 ganan por primera vez el campeonato obteniendo su primera victoria en la final.

## Campeonatos

### Títulos nacionales
| Temporada | Campeón            | Dirigente    | Subcampeón           |
| --------- | ------------------ | ------------ | -------------------- |
| 2014-15   | Gigantes del Cibao | Audo Vicente | Estrellas Orientales |
| 2021-22   | Gigantes del Cibao | Luis Urueta  | Estrellas Orientales |

## Dirigentes

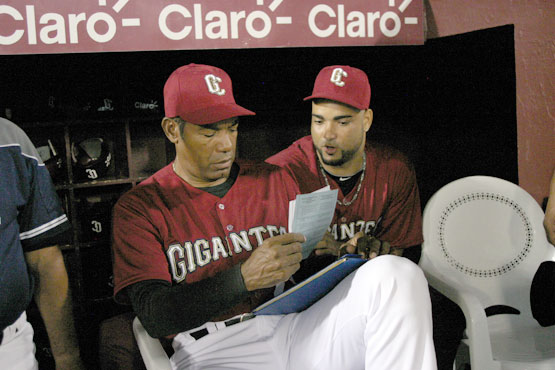
Arturo De Freites, el dirigente que más veces ha dirigido al equipo.

| Año     | Dirigentes          | Interino(s)       |
| ------- | ------------------- | ----------------- |
| 1996-97 | Julián Javier       |                   |
| 1997-98 | Osvaldo Virgil      |                   |
| 1998-99 | Alejandrito Taveras |                   |
| 1999-00 | Alejandrito Taveras |                   |
| 2000-01 | Miguel Diloné       |                   |
| 2001-02 | Miguel Diloné       |                   |
| 2002-03 | John Shoemaker      |                   |
| 2003-04 | Miguel Dilone       |                   |
| 2004-05 | Arturo De Freites   |                   |
| 2005-06 | John Shoemaker      | Arturo De Freites |
| 2006-07 | Arturo De Freites   |                   |
| 2007-08 | Mike Rojas          | Luis Natera       |
| 2008-09 | Luis Dorante        |                   |
| 2009-10 | Félix Fermín        |                   |
| 2010-11 | Félix Fermín        |                   |
| 2011-12 | Arturo De Freites   | Héctor de la Cruz |
| 2012-13 | Héctor de la Cruz   | Bonny Castillo    |
| 2013-14 | Mako Oliveras       | Luis Silverio     |
| 2014-15 | Audo Vicente        |                   |
| 2015-16 | Audo Vicente        | Abraham Núñez     |
| 2016-17 | Bobby Dickerson     | Arturo De Freites |
| 2017-18 | Pedro López         | Ronny paulino     |
| 2018-19 | Edwin Rodríguez     |                   |
| 2019-20 | Luis Dorante        | Mike Rojas        |

## Roster temporada 2024-25
- Actualizado el 27 de agosto de 2024.[2]

## Números retirados
| Erick Almonte 2006-2013 IF | Efraín Valdez 1996-2001 P | Fausto Cruz 1996-2001 IF | Pedro Feliz 2002-2005 IF | Nelson Cruz 2001-2009, 2012, 2016, 2023 OF, DH |